# Euploea debarbata
Euploea debarbata är en fjärilsart som beskrevs av Hans Fruhstorfer 1910. Euploea debarbata ingår i släktet Euploea och familjen praktfjärilar. Inga underarter finns listade i Catalogue of Life.